# Hamburger Gruß

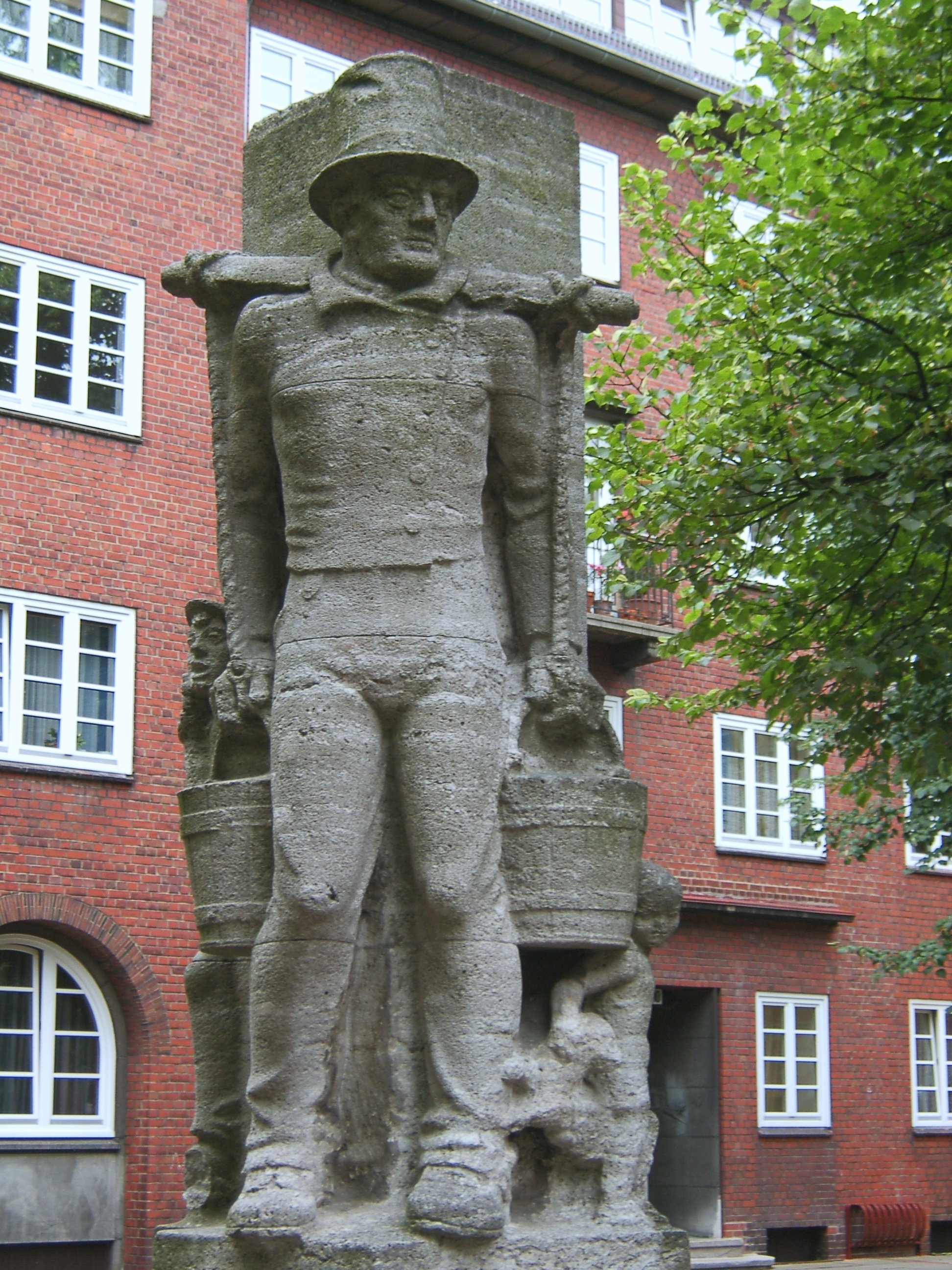
Der Hummelbrunnen in Hamburg

Der Hamburger Gruß „Hummel, Hummel – Mors, Mors“ ist ein traditioneller, in Hamburg entstandener Ausspruch oder Ausruf, bei dem eine Person eine zweite mit „Hummel, Hummel“ anspricht, die darauf „Mors, Mors“ erwidert. Es handelt sich dabei weniger um eine in Hamburg übliche Grußformel, sondern eher um ein von Hamburgern verwendetes Erkennungszeichen oder einen Schlachtruf.

## Entstehung und Übersetzung
Der Gruß ist wohl auf den 1854 verstorbenen Wasserträger Johann Wilhelm Bentz zurückzuführen, der unter dem Spitz- und Spottnamen Hummel oder Hans Hummel (zur Entstehung des Namens siehe dort) zu den alten Hamburger Originalen zählte und bis heute eine bekannte und populäre Hamburger Figur geblieben ist.
Die Kinder der Umgebung liefen dem schwer beladenen Wasserträger Bentz gerne hinterher und riefen ihm den Spottnamen „Hummel, Hummel“ zu. Bentz, der sich wegen der schweren Ladung nicht physisch wehren konnte, antwortete stets mit „Mors, Mors“, als Kurzform von „Klei mi an’n Mors“. Letzteres wird in der Literatur gerne als nieder- oder plattdeutsche Variante des Schwäbischen Grußes („Leck mich am Arsch“) umschrieben.

## Verwendung
Im Ersten Weltkrieg wurde der Ausspruch zum Erkennungszeichen der Hamburger Soldaten.
Der Ausspruch wird von Hamburgern heutzutage nicht als Gruß im engeren Sinne benutzt, sondern als Schlachtruf, beispielsweise beim Fußball, und gelegentlich als Erkennungsruf bei der Begrüßung eines anderen Hamburgers außerhalb Hamburgs. Es kam schon vor, dass Bands, die in Hamburg gastierten, ihre Fans mit einem kräftigen „Hummel Hummel!“ begrüßten, welche dann natürlich mit einem „Mors Mors!“ antworteten. Früher war es häufig üblich, Hamburger im Ausland mit den Worten Hummel Hummel zu begrüßen.
Mitte der 1990er Jahre fand der Hamburger Gruß im Musiktitel Nordisch by Nature der Band Fettes Brot Verwendung.
Seit einiger Zeit findet der Gruß Anwendung im Rahmen der Heimspiele des Hamburger Sport-Vereins, des Handballsportvereins Hamburg und der Hamburg Freezers. Nach einem Tor der Heimmannschaft und dem darauf folgenden Jubel ruft der Stadion- oder Hallensprecher zunächst den Namen des Torschützen sowie den aktuellen Spielstand aus. Abschließend tönt dann stets der Ruf „Hummel Hummel“ durch das Stadion, worauf die Fans mit dem obligatorischen „Mors Mors“ zu antworten pflegen.
Tatsächlich erregt die Benutzung von „Hummel, Hummel – Mors, Mors“ als Gruß in Hamburg eher irritierte Blicke und legt die Annahme nahe, dass der außenstehende, d. h. nicht aus Hamburg stammende Sprecher – lokal auch Quiddje genannt – sich als vermeintlicher Kenner der Hamburger Kultur hervortun möchte. Verbreitet in Hamburg ist seit den 1970/80er Jahren der Gruß: „Moin“, der prinzipiell zu jeder Tages- und Nachtzeit verwendet werden kann.
Bei der Bürgerschaftswahl 2008 wandelten Die Grünen  den Hamburger Gruß zu „Hummel, Hummel, Murks, Murks – kreative Ideen statt alter Rezepte“ ab.